# Пластическая анатомия
Пластическая анатомия — раздел анатомии, который занимается изучением внешних форм и строения тела животных и человека в норме, в состоянии покоя и движения, изменения рельефов кожных покровов, анатомии органов в той мере, в какой они определяют внешний вид и положение тела и его отдельных частей. Пластическая анатомия соединяет основные особенности анатомии отделов тела с закономерностями отображения анатомических особенностей тела на характере внешних форм.
Обычно включает в себя анатомию костей и их соединений (суставов), мышц, общих сведений о кожном покрове, а также изучение пластики всех частей в положении покоя, движении, пропорции тела, возрастные и половые особенности. Также изучает их особенности в зависимости от возраста и пола, мимику в различных эмоциональных состояниях, жесты и тому подобное.
Таким образом пластическая анатомия занимается изучением органов, образующих внешние формы тела: скелета, суставов, мышцы, деталей лица, основных движений и пропорций, равновесия и центра тяжести, а также методики изображения фигур на анатомических основах, то есть построения фигуры на основе скелета и массивов мышц и проработке деталей,
основанных на разборе и использовании подробностей анатомического строения..
Пластическая анатомия широко используется в изобразительном искусстве (живописи, рисунке), скульптуре.